# Oncocnemis poliochroa
Oncocnemis poliochroa là một loài bướm đêm trong họ Noctuidae.